# Villa Valmarana Morosini
Villa Valmarana Morosini è una villa veneta che sorge nel comune di Altavilla Vicentina, in provincia di Vicenza. La sua realizzazione fu opera dell'architetto Francesco Muttoni nel 1724 per volere del conte Benedetto Valmarana.
La facciata principale, visibile dall'autostrada, è incompleta, mentre quella visibile da via Marconi è la facciata posteriore. Il complesso è adibito a centro studi universitari dal 1980.

## Storia
L'edificio venne costruito su un fondo vecchio “domenicale” (padronale). Dagli atti catastali del 1550 figura che Prospero Valmarana acquisì una "casa in cantarana"; tale casa è da riconoscersi nella futura Villa Morosini. Per atti ereditari, dal momento che la sorella Valmarana sposò un Morosini, la proprietà passò appunto alla famiglia Morosini. Quest'ultimo fece affrescare il proprio stemma per coprire l'iscrizione eseguita da Benedetto Valmarana sulla volta del salone.
La villa ebbe vari cambi di proprietà fino al XX secolo. Nel 1910 era proprietaria la famiglia Emiliani. Durante la prima guerra mondiale venne confiscata dagli alti comandi ed adibita a deposito di munizioni, ricevendone danni notevoli. Nel 1917 venne ceduta al Comune di Altavilla Vicentina, che l'adibì via via a municipio oltre che a scuola elementare.
Durante la seconda guerra mondiale venne requisita dalle forze alleate, per mantenere poi l'uso di municipio. Divenne di proprietà dell'Accademia Olimpica, che sostenne le spese per il restauro allo scopo di destinarla ad iniziative culturali. Dall'ottobre 1980 è sede della Fondazione CUOA (Centro Universitario Organizzazione Aziendale) con l'annesso college (1984).
Da alcuni anni, durante il periodo estivo, è anche sede di manifestazioni culturali organizzate dal Comune di Altavilla.

## Lo stile di Muttoni
Lo stile dell'architetto Francesco Muttoni è frutto di un connubio tra il barocco e il palladianesimo. Dal barocco deriva l'impostazione della fabbrica che con i due emicicli (quello di destra non sarebbe mai stato costruito) è aperto verso il grande cortile; da Palladio deriva la bordatura degli ordini della facciata, il timpano e la pianta della residenza padronale.
Muttoni, tuttavia, non riesce ad amalgamare le parti della villa, forse perché condizionato dalle costruzioni preesistenti e dalla viabilità non rettilinea.

## Descrizione

### Facciata principale
La facciata anteriore, ricca di elementi decorativi, si mostra imponente dal lato in cui sorge attualmente l'autostrada. Lo schema compositivo ricalca quello della facciata posteriore, sia nella ripetizione di tre blocchi sia sulle divisioni dei registri.
La ricchezza ornamentale è data dai festoni disposti sui balconi e dalla balaustra a piastrini che corre lungo il corpo centrale.
La costruzione è completata da statue e da pigne, elemento, quest'ultimo, che si ritrova facilmente nelle ville di campagna quale simbolo di abbondanza e felicità. Il corpo padronale della villa è fiancheggiato da arcate a emiciclo, solo su di un lato, e dà sul parco.

### Facciata posteriore
Pur essendo posteriore, è sicuramente più nota perché prospetta sulla via principale di Altavilla. Presenta tre blocchi: il centrale scandito da lesene e i due laterali di altezza inferiore. Il corpo centrale è suddiviso in quattro registri, i cui ultimi due sono il frontone e il timpano. Il primo è a bugnato rustico con un pronao fiancheggiato da due robuste colonne e sormontato da balaustra con edicola.
Le finestre presentano una chiave di volta ampia e liscia e sono poste in simmetria con le finestre del registro superiore che sono invece sormontate da lunette alternate a timpani.
Una cornice decorativa, che corre lungo i tre blocchi, stacca e nello stesso tempo raccorda i due piani inferiori con i due superiori. Il timpano che dà slancio alla costruzione, peraltro impostata su uno sviluppo orizzontale, si presenta sobrio con gli unici elementi decorativi che sono gli oculi ciechi e le volute.
L'importanza del corpo centrale se stempera nelle due ali laterali, in una delle quali, precisamente a destra, l'unico elemento “prezioso” è il portale rinascimentale.

### Interni
All'interno, sono interessanti due ambienti: la ex chiesa (oggi sala convegni) e il salone centrale delle feste (oggi adibito ad ufficio).
La ex chiesa conserva la struttura a tre navate con arcate sobrie ed eleganti di importanza rinascimentale, impreziosite da capitelli corinzi. Leggero è il soffitto a "carena di nave rovesciata" che accentra l'ariosità dell'ambiente. Lo stile barocco riappare nell'ex salone delle feste al piano nobile. Di tale gusto, infatti, sono le decorazioni in stucco che, pur nella loro sobrietà, danno un tocco di raffinata eleganza all'insieme; gli affreschi sono attribuiti a Costantino Pasqualotto.